# The Great Show
The Great Show (hangul: 위대한 쇼; rr: Widaehan Syo) é uma telenovela sul-coreana exibida pela tvN de 26 de agosto a 15 de outubro de 2019, estrelada por Song Seung-heon, Lee Sun-bin e Lim Ju-hwan.

## Enredo
Wi Dae-han (Song Seung-heon) é um ex-político que acolheu uma jovem garota e seus três irmãos quando sua mãe morreu. Juntos, eles cresceram em família e fizeram "o grande show" para ele se tornar um político novamente. Jung Soo-hyun é júnior na faculdade e escritor de assuntos atuais com senso de justiça.

## Elenco

### Elenco principal
- Song Seung-heon como Wi Dae-han
  - Lee Do-hyun como Wi Dae-han (jovem, ep. 1–3)
  - Kim Gun-woo como Wi Dae-han (criança)
- Lee Sun-bin como Jung Soo-hyun
- Lim Ju-hwan como Kang Joon-ho

### Elenco de apoio

#### Pessoas ao redor de Wi Dae-han
- Noh Jeong-eui como Han Da-jung
- Jung Joon-won como Han Tak
- Kim Joon como Han Tae-poong
- Park Ye-na como Han Song-yi
- Han Sang-hyuk como Choi Jung-woo

#### Pessoas ao redor de Jung Soo-hyun
- Lee Won-jong como Jung Jong-chul
- Kim Hyun como Yang Mi-sook
- Kang Eun-ah como Jung Ji-hyun

#### Pessoas ao redor de Kang Joon-ho
- Son Byong-ho como Kang Kyung-hoon
- Woo Hyun-joo como Park Soo-ji

#### Pessoas políticas e da mídia
- Kim Dong-young como Ko Bong-joo
- Yoo Sung-joo como Jung Han-soo
- Park Ha-na como Kim Hye-jin
- Yoo Jang-young como PD Koo
- Song Ji-hyun como escritora Ahn
- Pyo Hye-rim como escritora Ma

## Trilha sonora

### Parte 1
| Lançado em 9 de setembro de 2019 |                    |                          |         |  |
| N.º                              | Título             | Artista                  | Duração |  |
| 1.                               | "Wing It!"         | Son Ho-young Kim Tae-woo | 3:06    |  |
| 2.                               | "Wing It!" (Inst.) |                          | 3:06    |  |
| Duração total:                   | Duração total:     | Duração total:           | 6:12    |  |

### Parte 2
| Lançado em 17 de setembro de 2019 |                       |                |         |  |
| N.º                               | Título                | Artista        | Duração |  |
| 1.                                | "Sad Night" (아픈 밤) | Lee Sun-bin    | 3:46    |  |
| 2.                                | "Sad Night" (Inst.)   |                | 3:46    |  |
| Duração total:                    | Duração total:        | Duração total: | 7:32    |  |

### Parte 3
| Lançado em 25 de setembro de 2019 |                                |                |         |  |
| N.º                               | Título                         | Artista        | Duração |  |
| 1.                                | "You, Me and Dream" (너.나.꿈) | Hyuk           | 3:11    |  |
| 2.                                | "You, Me and Dream" (Inst.)    |                | 3:11    |  |
| Duração total:                    | Duração total:                 | Duração total: | 6:22    |  |

### Parte 4
| Lançado em 1 de outubro de 2019 |                               |                  |         |  |
| N.º                             | Título                        | Artista          | Duração |  |
| 1.                              | "Wait For You" (오지 않는 널) | Haebin (Gugudan) | 3:45    |  |
| 2.                              | "Wait For You" (Inst.)        |                  | 3:45    |  |
| Duração total:                  | Duração total:                | Duração total:   | 7:30    |  |

## Classificações
- Na tabela abaixo, os números azuis representam as audiências mais baixas e os números vermelhos representam as audiências mais elevadas.

| Episódio | Data de transmissão    | Audiência média (AGB Nielsen) | Audiência média (AGB Nielsen) |
| Episódio | Data de transmissão    | Em todo o país                | Região Metropolitana de Seul  |
| -------- | ---------------------- | ----------------------------- | ----------------------------- |
| 1        | 26 de agosto de 2019   | 3.056%                        | 3.223%                        |
| 2        | 27 de agosto de 2019   | 2.941%                        | 3.574%                        |
| 3        | 2 de setembro de 2019  | 3.037%                        | 3.154%                        |
| 4        | 3 de setembro de 2019  | 2.966%                        | 3.475%                        |
| 5        | 9 de setembro de 2019  | 2.467%                        | 2.834%                        |
| 6        | 10 de setembro de 2019 | 2.779%                        | 2.907%                        |
| 7        | 16 de setembro de 2019 | 2.529%                        | 2.673%                        |
| 8        | 17 de setembro de 2019 | 2.708%                        | 2.586%                        |
| 9        | 23 de setembro de 2019 | 2.234%                        | 2.167%                        |
| 10       | 24 de setembro de 2019 | 2.143%                        | 2.128%                        |
| 11       | 30 de setembro de 2019 | 2.019%                        | 2.180%                        |
| 12       | 1 de outubro de 2019   | 2.365%                        | 2.427%                        |
| 13       | 7 de outubro de 2019   | 2.316%                        | 2.542%                        |
| 14       | 8 de outubro de 2019   | 2.681%                        | 2.800%                        |
| 15       | 14 de outubro de 2019  | 2.089%                        | 1.998%                        |
| 16       | 15 de outubro de 2019  | 3.243%                        | 3.269%                        |
| Média    | Média                  | 2.598%                        | 2.746%                        |

## Transmissão internacional
- Sudeste da Ásia (incluindo Hong Kong): Viu
- Singapura: Starhub
- Malásia: 8TV
- Indonésia: tvN Asia
- Filipinas: ABS-CBN